# Andinobates geminisae
Andinobates geminisae is een kikker uit de familie van de pijlgifkikkers (Dendrobatidae). Deze soort is endemisch in Panama.

## Wetenschappelijke beschrijving
In 2014 werd Andinobates geminisae beschreven op basis van volwassen mannetje, het holotype, dat in 2011 was gevangen bij Río Caño in de provincie Colón in Panama.

## Verspreiding
Andinobates geminisae komt voor in de bekkens van de Río Coclé del Norte en de Río Belén in het district Donoso in de Panamese provincie Colón, aan de uiterste westgrens van het verspreidingsgebied van de wijder verspreide verwant Andiobates minutus. De soort leeft in Caribische laaglandregenwoud.

## Kenmerken
Andinobates geminisae is ongeveer 12 tot 15 millimeter lang, waarmee het kleiner is dan andere gifkikkers in zijn verspreidingsgebied zoals de aardbeikikker. Andinobates geminisae heeft een egaal oranje gekleurde, gladde huid. De gifkikkers legt zijn eieren in kleine poeltjes in planten en bromelia's. Het is waargenomen dat mannetjes op hun rug kikkervisjes verplaatsen naar geschiktere locaties om zich te ontwikkelen.

## Fokprogramma
In het El Valle Amphibian Conservation Center is een fokprogramma opgezet voor Andinobates geminisae. De oorspronkelijke populatie in het centrum omvatte ongeveer twintig kweekparen.